# Kuala Terengganu
Kuala Terengganu è una città della Malaysia, capitale dello stato del Terengganu. Situata sulla costa orientale della Malesia peninsulare, Terengganu è il punto di partenza per le vacanze nelle isole vicine, situate sulla costa est malese. Isole tutelate dal “Redang Marine Park” nel mar Cinese Meridionale.
La città è caratterizzata da una maggioranza culturale malese, di religione islamica, con uno stile di vita tranquillo. Tra le tradizioni la filatura e tessitura ed una particolare è il volo degli aquiloni.